# 欠かせない収穫作戦
「欠かせない収穫」作戦（英語:Operation Essential Harvest）は、マケドニア共和国で北大西洋条約機構（NATO）が展開した軍事作戦であり、公的には2001年8月22日から、実効的には2月27日から開始された。30日間におよぶこの作戦では、民族解放軍をはじめとするマケドニア国内のアルバニア人の武装組織の武装解除を実施し、その武器を破壊するために、3500人のNATOの兵士がマケドニア共和国による兵站支援の下、同国で活動することが認められた。アルバニア人の武装組織の広がりが予想以上であったことから、作戦には追加人員が投入され、最終的におよそ4800人が作戦に従事した。